# Держук Володимир Андронович
Володимир Андронович Держук (18 серпня 1935, с. Денехівка, Тетіївський район, Київська область — 2017, Київ) — український інженер-механік, науковець, педагог, кандидат технічних наук, доцент. Фахівець у галузі приладобудування, автор понад десяти патентів на корисні моделі, багаторічний викладач і науковий співробітник НТУУ «КПІ імені Ігоря Сікорського».

## Біографія
Володимир Держук народився 18 серпня 1935 року в багатодітній родині в селі Денехівка Тетіївського району Київської області. Був найстаршою дитиною Анни Миновни Держук та Андрона Васильовича Держука (1908 р.н.), який зник безвісти в квітні 1944 року під час Другої світової війни. Мав брата Олександра Андроновича та сестру.
Виховувався матір’ю, яка працювала в колгоспі та мала початкову освіту. Дитинство провів у селі, переживши окупацію під час Другої світової війни. Через світле волосся та європейські риси обличчя німецькі солдати помилково вважали його німцем і намагалися забрати із собою.
Закінчив Денихівську загальноосвітню школу І–ІІІ ступенів (вул. Шевченка, 91, Тетіївський район). Після школи вступив до Київського механічного технікуму, який успішно закінчив, і працював техніком-технологом на інструментальному заводі в Миколаєві.
У 1957 році вступив до НТУУ «КПІ» за спеціальністю «Технологія машинобудування, металорізальні верстати та інструменти». Під час навчання брав участь в озелененні дніпровських пагорбів у Києві та будівництві житлових будинків.
Після здобуття вищої освіти працював у Проєктно-конструкторському технологічному інституті в Києві, де пройшов шлях від інженера до керівника групи технологів-проєктантів. 
У 1965 році став асистентом кафедри «Прилади точної механіки» НТУУ «КПІ», а згодом — заступником декана факультету з методичної роботи. Приймав активну участь у суспільному житті університету, він був головою Ради ветеранів війн та праці приладобудівного факультету.
У 1972 році захистив кандидатську дисертацію з технічних наук. Протягом понад 40 років викладав у НТУУ «КПІ», підготувавши численні кадри інженерів-приладобудівників.

## Наукова діяльність
Володимир Держук відзначався широкою ерудицією, глибиною досліджень і новаторськими технічними рішеннями. Його наукові інтереси охоплювали технологічну підготовку виробництва приладів, теорію різання, механізми зношування інструментів та підвищення якості обробки деталей. Особливу увагу приділяв експериментальній роботі, дотримуючись принципу: «від передбачення — до пошуку, від пошуку — до реалізації через експеримент».
Є автором понад 80 наукових статей, підручників і методичних розробок. Його винаходи впроваджувалися в приладобудівній промисловості, зокрема на підприємствах медичного приладобудування, сприяючи розвитку систем автоматизації та управління виробництвом. Серед ключових публікацій — підручник «Технологічні основи приладобудування» (1985), який використовувався у навчальному процесі КПІ.

## Патенти
Володимир Держук — співавтор низки патентів на корисні моделі, зокрема:
- № 115858: Багатофункціональний поворотний пристрій[3].
- № 97053: Ультразвуковий перетворювач для фізіотерапевтичних апаратів[3].
- № 92656: Пристрій для повірки сфігмоманометрів та вимірювачів артеріального тиску[3].
- № 88771: Апарат гемодіалізу[3]. Цей винахід (2014) покращив ефективність процедур для пацієнтів із нирковою недостатністю.
- № 75921: Пристрій вимірювання термо-ЕРС різання[3].
- № 73113: Апарат УВЧ-терапії[3].
- № 72569: Кероване джерело рентгенівського випромінювання[3].
- № 72464: Спосіб фізіотерапії кісток та м’яких тканин[3].
- № 70450: Універсальний фотометр[3].
- № 64387: Пристрій керування режимами різання[3].
- № 56539: Пристрій для інтенсифікації різання[3].
- № 40267: Комп’ютеризоване пристосування для заміру конструктивних параметрів деталей типу «тіла обертання»[3].
- № 27049: Пристрій для надшвидкісного прошивання отворів[3].
- № 27048: Пристрій для отримання коренів стружки[3].

Повний список патентів доступний за посиланням: .

## Нагороди та визнання
Володимир Держук нагороджений знаком «Відмінник освіти» та був відзначений подякою від НТУУ «КПІ» за багаторічну педагогічну діяльність та внесок у підготовку інженерних кадрів (2005). Його наукові розробки здобули визнання в приладобудівній галузі України.

## Особисте життя
Володимир Держук був двічі одружений. Перша дружина, підтримувала його в професійній діяльності, але передчасно померла через проблеми зі здоров’ям. У цьому шлюбі народилися троє синів. У другому шлюбі виховав доньку дружини від попереднього шлюбу, а також в другому шлюбі народився ще один син. Ставився до всіх дітей з однаковою турботою, наголошуючи на важливості любові та відповідальності в родині.
Був люблячим батьком і дідусем, якого поважали за мудрість, гумор і щиру зацікавленість у житті родини. Захоплювався технічною літературою та історією науки. Після виходу на пенсію залишався активним, цікавився науковими досягненнями, читав і ділився досвідом із молодими спеціалістами.

## Спадщина
Володимир Держук помер у 2017 році на 82-му році життя, залишив значний слід у приладобудуванні та технічній освіті України. Його патенти та розробки сприяли розвитку медичних і промислових технологій, а педагогічна діяльність вплинула на формування кількох поколінь інженерів.